# Album des Six
L'Album des Six (ou « Album des 6 » comme indiqué en titre de la première édition) est une œuvre collective publiée par Eugène Demets en 1920, à laquelle ont contribué tous les membres du groupe des Six, à savoir les compositeurs Georges Auric (1899-1983), Louis Durey (1888-1979), Arthur Honegger (1892-1955), Darius Milhaud (1892-1974), Francis Poulenc (1899-1963), et Germaine Tailleferre (1892-1983).

## Présentation
Ce recueil est à la fois la première œuvre collective du groupe des Six et la dernière, puisque seulement cinq des « Six » participeront au projet des Mariés de la Tour Eiffel.
La partition se présente sous la forme d'une suite de six pièces pour piano :
- Georges Auric — Prélude
- Louis Durey — Romance sans paroles[4]
- Arthur Honegger — Sarabande[5]
- Darius Milhaud — Mazurka[6]
- Francis Poulenc — Valse[7]
- Germaine Tailleferre — Pastorale[8]

La parution du recueil est annoncée dans le journal Comœdia du 16 janvier 1920 par le critique musical Henri Collet, considéré comme étant à l'origine de l'appellation « groupe des Six », par analogie avec le « groupe des Cinq » russes.

## Analyse
L'Album des Six adoptant l'ordre alphabétique des compositeurs, c'est le Prélude d'Auric qui ouvre la suite. Daté du 22 décembre 1919, dédié au général Clapier, il est qualifié par Guy Sacre de « joliment pianistique, efficace, sans temps perdu ». C'est une petite marche joyeuse, de teinte bitonale, qui demande une exécution d'une minute trente en moyenne. 
Vient ensuite la plus longue pièce, la Romance sans paroles (op. 21) de Durey, notée « Paris, août 1919 » et dédiée au pianiste Ricardo Viñes. Elle est qualifiée par Guy Sacre de « fort jolie chose » et demande une exécution de trois minutes en moyenne.
La Sarabande (H. 26) d'Honegger qui suit est construite autour d'un thème expressif traité en un contrepoint dense, et dure une minute quarante en moyenne.
La Mazurka de Milhaud, quant à elle, est à peine plus longue que la minute et est la plus ancienne du lot puisque composée en 1914. Elle sonne comme une « danse nostalgique et quelque peu distante ».
La Valse (FP 17) en do majeur de Poulenc, d'une durée d'une minute cinquante environ, est dédiée à Micheline Soulé et datée « juillet 1919, Pont-sur-Seine ». D'un caractère charmant et extraverti, évocatrice des « plaisirs des cafés parisiens », cette pièce sera orchestrée par Poulenc lui-même quelques années plus tard, en février 1932.
Enfin, la Pastorale de Tailleferre, « vraiment savoureuse », est dédiée à Darius Milhaud et est datée « Goasmelquin, 4 septembre 1919 ». Elle demande une exécution d'en moyenne une minute cinquante.

## Discographie
- L'Album des Six, Andrew West (piano) [et Emily Beynon (flûte)], Hyperion records (2012)[20]
- L'Album des Six, Corinna Simon (piano), RCA Red Seal (2019)
- Les Six et Satie, Pascal et Ami Rogé (piano), Onyx (2020)